# LG Optimus Hub
Il cellulare LG Optimus Hub (noto anche come E510 o Univa) è uno smartphone che funziona tramite il sistema operativo Android di Google. Esso possiede un processore ARM-v6 a 800 MHz, uno schermo da 3.5 pollici di tipo capacitivo multi-touch, 512 MB di RAM e 160 MB di memoria interna (espandibili con memoria esterna MicroSD fino a 32GB). Appartiene alla fascia media.
Aggiornabile a Android 2.3.7 GWK74 (CyanogenMod 7.2) versione specifica e stabile. La garanzia LG standard continua a valere, come per gli altri dispositivi LG, anche se si esegue l'operazione di root.